# ایسوزو بلت

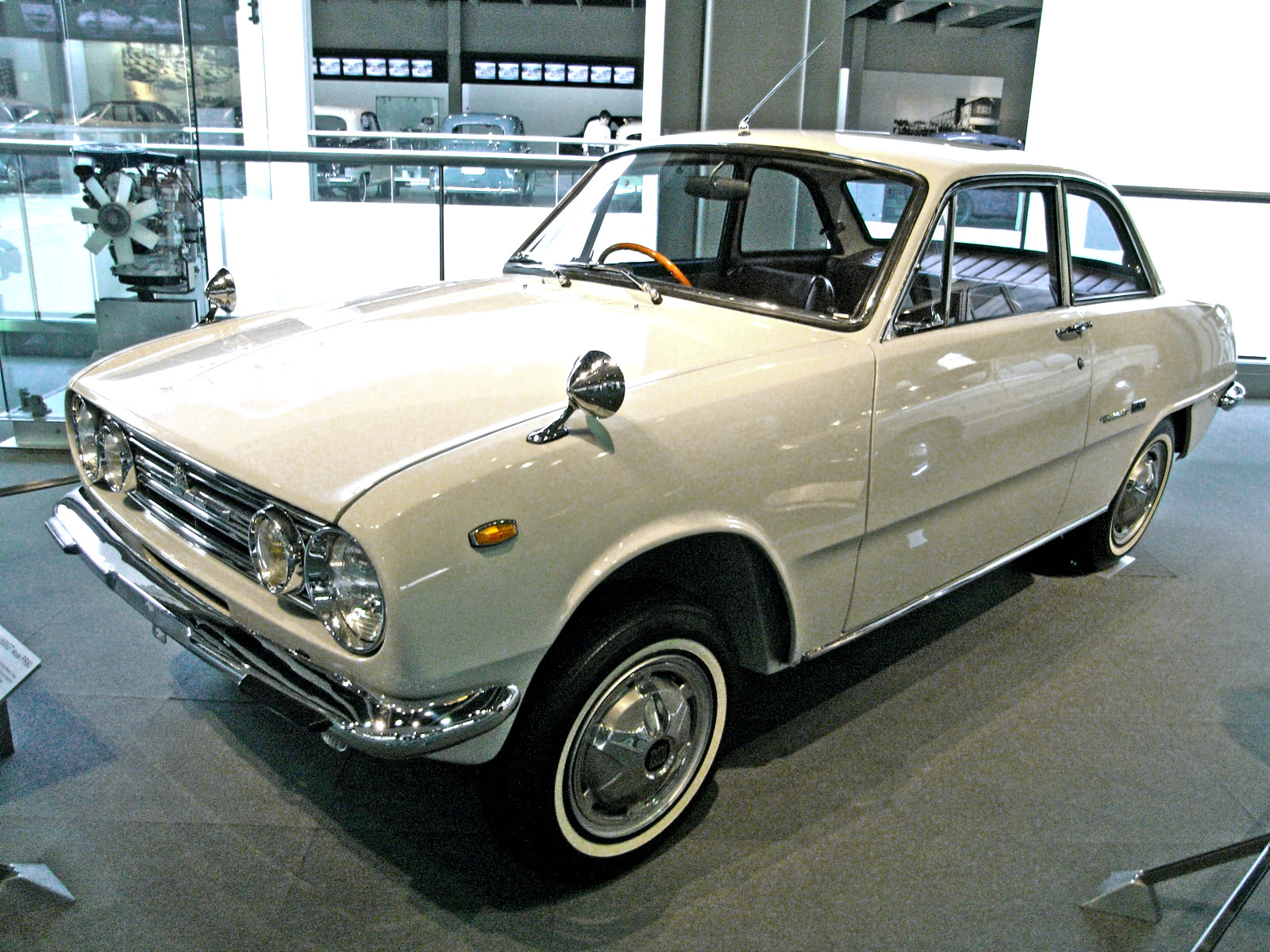

ایسوزو بلت (Isuzu Bellett) خودرویی است که در سال‌های ۱۹۶۳ تا ۱۹۷۳تولید شده‌است. سیستم جعبه‌دندهٔ آن ۳ دنده به دو صورت خودکار و دستی است.

## نگارخانه

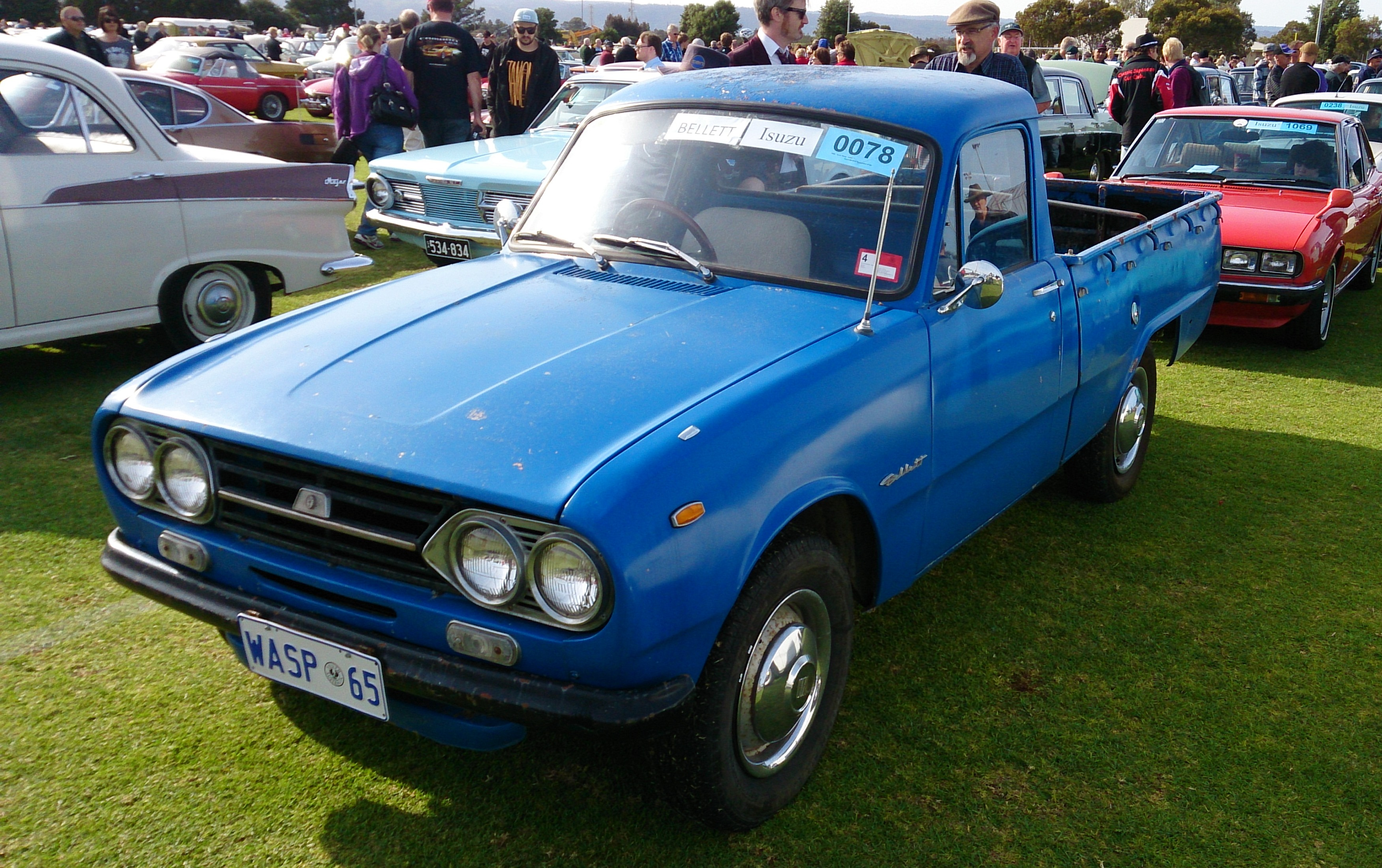
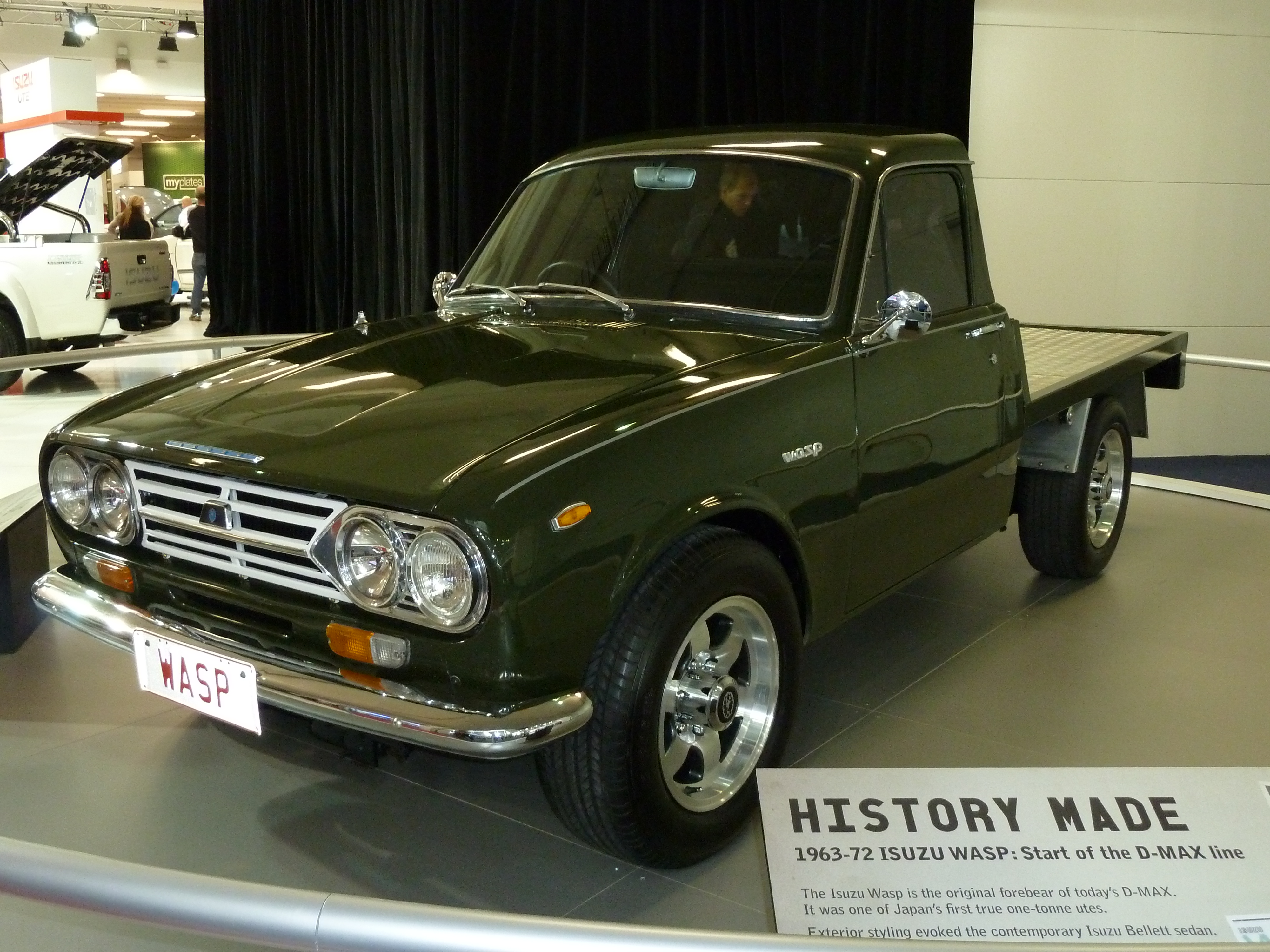